# Байпо-Темон, Сильви
Сильви Байпо-Темон (фр. Sylvie Baïpo-Temon) — центральноафриканский политик, государственный деятель, министр иностранных дел Центральноафриканской Республики с 14 декабря 2018 года. Экономист. Финансовый аналитик.

## Биография
Училась на экономическом факультете Орлеанского университета во Франции, который окончила в 1996 году, затем изучала экономику и финансы в Университете Пуатье. Окончила факультет финансов Университета Западный Париж — Нантер-ля-Дефанс, в 2003 году стала финансовым аналитиком французского финансового конгломерата BNP Paribas.
В 2014—2015 годах работала представителем Комитета Центральноафриканской Республики по делам сограждан за рубежом. Имеет 20-летний опыт работы в финансовой сфере, как в вопросах финансовой, бухгалтерской и нормативной экспертизы, так и в вопросах организации, внедрения управления или улучшения операционной эффективности, приобретаемой в рамках консалтинговых и аудиторских фирм, а также банковских учреждений.
14 декабря 2018 года назначена на пост министра иностранных дел Центральноафриканской Республики.
В июле 2022 года французские налоговые органы обязали Сильви Баипо-Темон выплатить неуплаченные налоги в размере 18 000 евро.